# Кавазович, Зехрудин
Зехруди́н Кава́зович (босн. Zehrudin Kavazović; 16 февраля 1975, Бановичи) — боснийский футболист, полузащитник.

## Клубная карьера
Кавазович начинал играть в «Слободе» из Тузлы. С 1998 по 2000 год играл в немецком «Оснабрюке» из одноимённого города. Зимой 2001 года Кавазович перешёл в махачкалинский «Анжи», однако из-за того, что руководство клуба вовремя не расплатилось за переход игрока, трансфер едва не сорвался. После «Анжи» играл в боснийских клубах «Будучност» из Бановичей и в «Челике».